# Diagrama de Jablonski

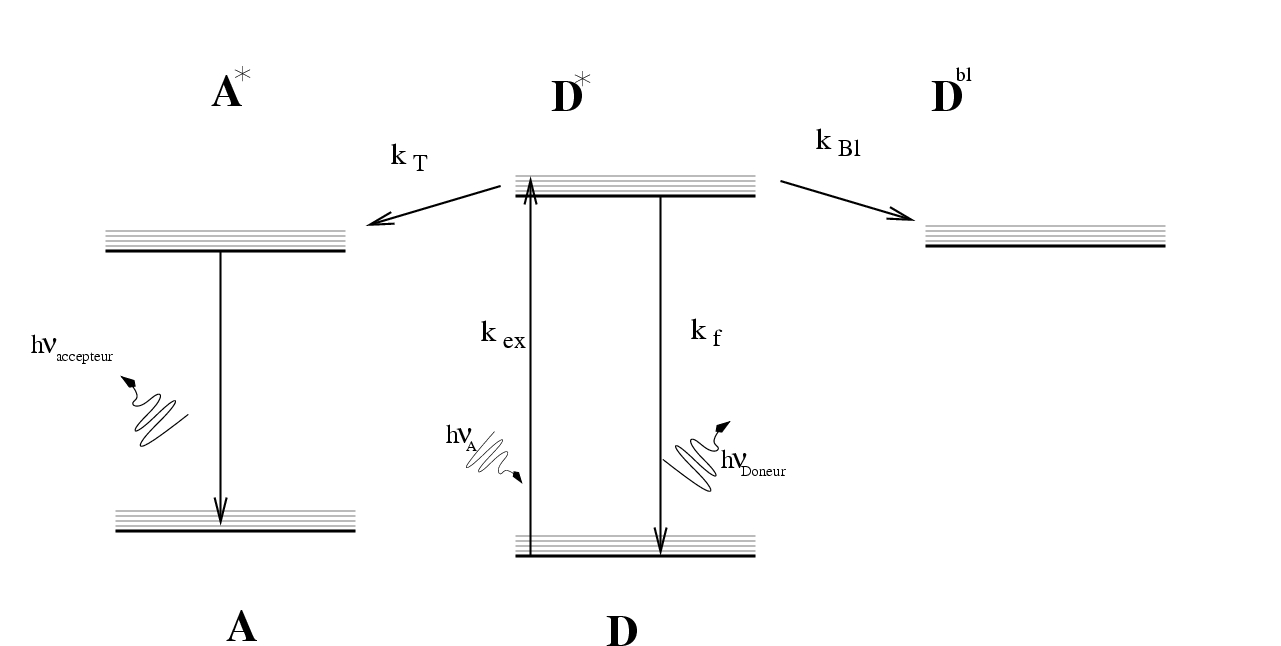
Um diagrama de Jablonski representando transferência de energia de ressonância de fluorescência (FRET)

Um digrama de Jablonski, denominado em homenagem ao físico polonês Aleksander Jabłoński, é um diagrama que ilustra os estados energéticos de uma molécula e as transições entre eles. Os estados são arranjados verticalmente por energia e agrupados horizontalmente por multiplicidade de spin. Os processos fotofísicos que levam à desativação do estado excitado podem ser divididos em transições radiativas (indicadas por flechas retas) e transições não radiativas (indicadas por flechas onduladas). A emissão de radiação na qual a espécie formada tem a mesma multiplicidade de spin que o estado excitado é chamada fluorescência, enquanto o processo com mudança de multiplicidade é denominado fosforescência. A conversão interna e o cruzamento intersistema são exemplos de transições não radiativas. Na conversão interna não há mudança de spin entre os estados energéticos envolvidos nas transições, diferentemente da conversão intersistema, onde há mudança de spin. Os estados fundamentais vibracionais de cada estado eletrônico são indicados por linhas grossas e, os estados vibracionais mais altos, por linhas mais finas.

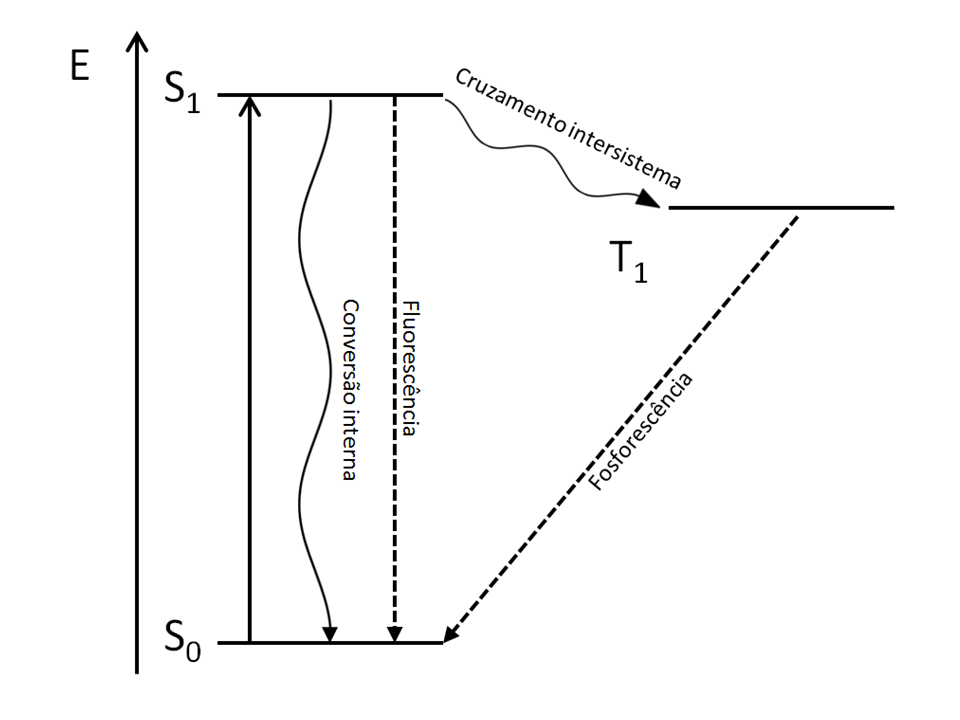
Esquema geral de um diagrama de Jablonski mostrando a formação de um estado excitado singlete (S1), que pode decair ao estado fundamental mantendo o estado singlete (de forma radiativa – fluorescência e não radiativa – conversão interna) ou a partir de um estado triplete T1 (formado por um cruzamento intersistema), com a emissão de um fóton por fosforescência.